# Damien Schumann
Damien Schumann (Melbourne, 12 de novembro de 1987) é um jogador de vôlei de praia australiano, atleta olímpico do Jogos Olímpicos de Tóquio.

## Carreira
Em 2018 atuando com Christopher McHugh disputou a edição do Jogos da Commonwealth de 2018 realizados em Gold Coast.No ano de 2021 atuaram juntos e conquistaram  a qualificação para os Jogos Olímpicos de Verão de 2020, após conquistar o título das etapas semifinais e final do AVC Continental Cup na Tailândia.

## Títulos e resultados
- Torneio 2* de Phnom Penh do Circuito Mundial de Vôlei de Praia:2020